# Bintuju
Bintuju is een bestuurslaag in het regentschap Tapanuli Selatan van de provincie Noord-Sumatra, Indonesië. Bintuju telt 2130 inwoners (volkstelling 2010).